# Haeselyusa cratospiloides
Haeselyusa cratospiloides är en stekelart som beskrevs av Fischer 1997. Haeselyusa cratospiloides ingår i släktet Haeselyusa och familjen bracksteklar. Inga underarter finns listade i Catalogue of Life.